# Lotte Jäger und das tote Mädchen
Lotte Jäger und das tote Mädchen ist ein deutscher Fernsehfilm von Sherry Hormann aus dem Jahr 2016, der im Auftrag des ZDF produziert worden ist. Die Titelrolle ist mit Silke Bodenbender besetzt. In tragenden Rollen agieren Anna Maria Mühe, Andreas Schmidt-Schaller, Sebastian Hülk, Robert Hunger-Bühler und Marie Gruber. Im Vorspann des Films heißt es: „Inspiriert von wahren Begebenheiten.“
Ein weiterer Film mit Lotte Jäger wurde im September 2018 unter dem Titel Lotte Jäger und die Tote im Dorf im ZDF ausgestrahlt.

## Handlung
24. August 1988 Schorfheide, Brandenburg: Ein junges Mädchen läuft durch den Wald. Eine Vielzahl von Jägern mit Hunden ist ebenfalls unterwegs. Die junge Frau sieht sich immer wieder um. Von diversen Hochsitzen feuern Männer Schüsse ab. Ein junger Mann taucht auf, er war es wohl, der das Mädchen verfolgte, beide sinken ins Gras und küssen sich. 
Ewald Hassel ist der neue Jagdkönig. Die Jagdgesellschaft feiert ihn und sich selbst, während eine große Zahl geschossener Tiere auf Hecke gebettet vor dem Jagdschloss Hubertusstock ausgebreitet liegt. Bedient werden die Männer von Sonja Platschek und Birgit Wachowiak, der jungen Frau, die zuvor durch den Wald gelaufen war. Einige Zeit später liegt Birgit Wachowiak tot im Wald.
27 Jahre später: In der Untergrundbahn erkennt ein Mann offensichtlich jemanden wieder. Als der Mann die U-Bahn verlässt, folgt er ihm. Urplötzlich stürzt er die Treppe hinunter, aus seinem Ohr tropft Blut. Bei Oberkommissarin Lotto Jäger klingelt das Handy, ihr Kollege Kriminalkommissar Wehlich informiert sie, dass ein gewisser Jörg Teschke an der Station U-Bahn Alexanderplatz aus unerklärlichen Gründen die Treppe hinuntergestürzt sei – Ursache unklar. Der Mann liege im künstlichen Koma. 
Als beide sich treffen erläutert er Jäger, dass Teschke 1988 zu einer lebenslangen Haftstrafe wegen Mordes an seiner Freundin Birgit Wachowiak verurteilt worden sei. Laut Aussage seiner Frau, die er vor etwa drei Jahren geheiratet habe, war er jedoch unschuldig. 27 Jahre später, also gestern, sei er auf genau den Mann gestoßen, der seiner Meinung nach der wahre Mörder von Birgit Wachowiak ist. Von Teschkes Frau erfahren die Beamten, dass man ihrem Mann eingeredet habe, die Tat zu gestehen, er aber später widerrufen habe. Nach seiner Entlassung aus dem Gefängnis habe er immer wieder versucht, den Mörder zu finden, sei aber überall auf Schweigen und Ablehnung gestoßen. Dann zeigt sie auf einen Mann, der auf einem Bild zusammen mit Birgit Wachowiak sowie Mitgliedern der Jagdgesellschaft abgebildet ist. Zu ihm sei Birgit ins Auto gestiegen. Aber niemand habe ihm das geglaubt. An dem Abend, als der Mord passiert sei, habe ihr Mann zu Birgit gewollt, die ihn aber habe stehenlassen und zu eben diesem Mann ins Auto gestiegen sei. Er habe den Namen des Mannes nie in Erfahrung bringen können. Auch nach der Wende habe er seine 15-jährige Strafe bis zum Ende verbüßen müssen.
Von dem seinerzeit mit dem Fall Wachowiak zuerst befassten Ermittler Kranz erfährt Lotte Jäger, dass für Teschke damals die Welt zusammengebrochen sei, so als hätte man einen Stecker gezogen. Der Fall sei dann von der Stasi übernommen worden. Er glaube, man habe einen Mörder gebraucht. Jägers Kollege Kurt Schaake hat inzwischen die Adresse von Birgits Mutter ausfindig gemacht. Sie verweist auf die damalige Freundin ihrer Tochter Sonja Platschek und deutet an, dass doch bekannt sei, dass die „hohen Tiere“ sich mit den Frauen dort auch vergnügt hätten. Ein erstes Gespräch mit Platschek führt zu nichts. In einem weiteren Gespräch mit der jungen Frau erfährt Jäger dann von ihr, dass sie und Birgit „da so reingerutscht“ seien. Sie gibt zudem zu, dass Wachowiak an jenem Abend von einem gewissen Herbert Brasch abgeholt worden sei. Sie habe Biggi überredet da mitzumachen, weil die Männer doch meist viel zu betrunken gewesen seien, als dass noch hätte was passieren können und wenn doch, na und. In dieser Nacht sei es hoch hergegangen. Was mit Biggi passiert sei, wisse sie nicht. Sie habe sie zuletzt unten am See gesehen, nachdem alle noch zum Bootshaus hinuntergegangen seien. Biggi habe bei einem Wessi gesessen und sei dann plötzlich verschwunden gewesen. Namen wisse sie nicht, die Männer hätten sich nicht vorgestellt. 
Ein Gespräch mit Herbert Brasch kommt nicht mehr zustande, da er tot in seiner Wohnung hängt. Er hatte Krebs im Endstadium. Über Noack, einen Freund von Brasch, der, wie er sagt, nun reinen Tisch machen will, erfährt Lotte Jäger, dass Brasch Teschke geschubst habe und auch, dass Brasch und er die bereits tote Birgit Wachowiak nur weggeschafft hätten. Sie hätten nur das gemacht, was man von ihnen verlangt habe. An den Namen des Wessies könne er sich noch erinnern: Ewald Hassel. Als Lotte Jäger den Mann in seinem luxuriösen Anwesen aufsucht, erfährt sie von einer Pflegerin, dass Hassel am Beginn einer Alzheimer-Erkrankung stehe. Hassel übergibt Jäger Unterlagen, mit denen er sich abgesichert habe. Diese verweisen auf einen Mann namens Weigel, der zu DDR-Zeiten in gehobener Position im Außenhandelsministerium tätig war, inzwischen einflussreicher Unternehmer mit mehreren Wohnsitzen und bestens vernetzt. Er ist bereit, im Beisein seines Anwalts auszusagen. Man habe den betrunkenen Hassel neben die Tote gelegt und ihn dort aufwachen lassen, damit er glaube, Schuld am Tod des Mädchens zu sein. Er sei dadurch für das System nützlich und erpressbar geworden. Es sei nur darum gegangen einen wichtigen Geschäftspartner in der Hand zu haben. Wachowiak sei unter Alkoholeinfluss im Bad ausgerutscht, das beweise das seinerzeitige Überwachungsvideo.
Als Jäger die Aufzeichnung dem seit längerem aus dem Koma wieder erwachten Jörg Teschke auf dessen Bitte hin zeigt, versichert er ihr, dass die Frau im Bild nicht Birgit Wachowiak sei. Er kenne jede ihrer Bewegungen. Der Schlüssel liegt bei Sonja Platschek. Sie war eifersüchtig wegen Wachowiaks Beziehung zu Teschke und hatte Angst, sie zu verlieren. Die Frauen verband eine Liebesbeziehung. Sie zog ihre Freundin im Bad an den Haaren und schubste sie dann so unglücklich, dass Wachowiak mit dem Kopf aufs Waschbecken knallte und blutend zu Boden fiel. Aus taktischen Erwägungen wurde ihr erzählt, dass man ihr helfen wolle, woraufhin sie sich für eine Aufnahme als Birgit Wachowiak zur Verfügung stellte. Worum es wirklich ging, wurde ihr nicht erzählt.

## Produktion

### Dreharbeiten, Hintergrund
Lotte Jäger und das tote Mädchen wurde vom 7. Juli bis zum 7. August 2015 in Berlin und Umgebung gedreht, so auch auf dem Areal des ehemaligen Jagdschlosses Hubertusstock. Für den Film zeichnete die UFA Fiction verantwortlich.
Dem Film vorangestellt sind folgende Worte von Lotte Jäger, die aus einem kleinen Kellerbüro in Potsdam heraus alte, ungelöste Mordfälle wieder aufrollt: „Ich bin Lotte Jäger. Nach zwölf Jahren Mordkommission konnte ich keine Toten mehr sehen. Ich bin nicht die Einzige, der es so geht, meist halten es die Männer nicht aus – Frauen sind taffer. Ich nicht. In Potsdam habe ich das alte Haus meiner Mutter geerbt. Mein Mann Uwe ist Musiker. Unsere Diensträume sind im Keller. Wir sind zu dritt, eigentlich nur zu zweit, unser Chef ist seit langem krankgeschrieben. Mein Kollege Schaake findet alles, wenn es in den Akten steht. Unsere Abteilung heißt SE 12, SE steht für Sonderermittlung. Gemeint sind ungeklärte Morde.“ 
Sherry Hormann äußerte über die Figur der Lotte Jäger, sie scheine auf den ersten Blick faul und naiv zu sein, schlage jedoch dann zu, wenn sie sich sicher sein könne. Jäger schaffe Fakten, indem sie einfach zuhöre. Dieses Zuhören sei die eigentliche Qualität der Figur. Zur Besetzung der Rollen verwies Hormann darauf, dass der Ansatz gewesen sei, die Figuren aus der ehemaligen DDR mit Schauspielerin aus der ehemaligen DDR zu besetzen und die Figuren aus dem Westen mit Schauspielern aus dem ehemaligen Westdeutschland. So hätten alle Schauspieler ihre Erfahrung, ihre Erlebnisse mit einbringen können, die ihr selbst gefehlt hätten, so auch mit Zitaten an die eigene Geschichte.
Silke Bodenbender sagte über ihre Figur: „Lotte Jäger ist eine sympathisch eigenwillige Beamtin mit Hippie-Seele. Sie kann sich ganz auf die Menschen und ihre Umgebung einlassen und bringt sie so dazu, sich ihr zu öffnen. Sie überwindet Distanz und schafft es, die vergangenen Ereignisse mit den Augen der anderen zu sehen. Wenn sie sich dann sicher ist, schlägt sie mit einer gewissen Lässigkeit zu. Neben all der fröhlichen Gelassenheit schlummert in ihr aber auch ein plötzlich aufbrausendes Temperament, das sich im ersten Fall eher erahnen lässt.“
Das ZDF betonte, dass in dem „realistischen Film“, der „aufgrund der Rückblenden auch eine Zeitreise zurück in die DDR“ darstelle, „das Schicksal der Opfer stärker im Mittelpunkt“ stehe „als das der Täter“.

### Im Soundtrack zu hören
- This Will Be – Natalie Cole
- Perfect 10 – The Beautiful South
- Dedicated Follower of Fashion – The Kinks
- You Keep Me Hangin’ On – Kim Wilde
- You’re My Heart, You’re My Soul – Modern Talking

### Veröffentlichung
Der Film wurde im ZDF am 12. September 2016 erstmals ausgestrahlt. Am 9. März 2017 wurde er auf dem Fernsehkrimifestival in Wiesbaden aufgeführt.
Lotte Jäger und das tote Mädchen wurde zusammen mit dem Nachfolgefilm Lotte Jäger und die Tote im Dorf am 8. März 2019 von Studio Hamburg Enterprises auf DVD veröffentlicht.

## Rezeption

### Einschaltquote
Der Film erreichte bei seiner Erstausstrahlung 5,11 Millionen Zuschauer, was einem Marktanteil von 18 Prozent entsprach.

### Kritik
Die Kritiker der Fernsehzeitschrift TV Spielfilm fassten lobend zusammen: „Einfühlsame Heldin, schillernder Twist – klasse!“ Weiter hieß es, die Autoren Rolf Basedow und Ralf Zöller hätten in Rückblenden „die DDR-Jagd- und Saufgesellschaft großartig detailreich lebendig werden lassen“. Regisseurin Hormann wechsle „souverän die Zeitebenen, das Ost-West-Ensemble“ spiele „superb“ und abschließend: „Bitte mehr davon!“ Der Film erhielt die bestmögliche Wertung, indem der Daumen nach oben zeigte. Für Humor gab es einen von drei möglichen Punkten, für Anspruch und Spannung jeweils zwei.
Rainer Tittelbach befasste sich auf seiner Seite tittelbach.tv mit dem Film, dem er fünf von sechs möglichen Sternen gab. Dieser erinnere „in seiner Struktur etwas an Sperling“, was vielleicht „am dreifachen Grimme-Preisträger Rolf Basedow“ liege, „der die Geschichte vom waidmännischen Treiben in der DDR-Bonzen-Absteige, dem Jagdschloss Hubertusstock, recherchiert und geschrieben“ habe. Tittelbach lobte: „Der dialogreiche und doch sinnlich-luftige Krimi mit einer sehr erotischen Heldin ist dramaturgisch, wahrnehmungspsychologisch & filmisch äußerst clever.“ Der Krimi nehme sich Zeit, der Charakter stelle sich vor, die Geschichte baue sich langsam auf, meinte der Kritiker, man spüre, dass hier „Profis am Werk“ gewesen seien. „Nicht umsonst erinner[e] das sich persönlich beim Zuschauer Vorstellen der Heldin an den Einstieg in die legendären ‚Sperling‘-Krimis.“ Sowohl „dramaturgisch“ als auch „wahrnehmungspsychologisch“ sei dieser Einstand von Lotte Jäger eine „sehr gekonnte Angelegenheit“. „Filmisch“ habe der Autor in Regisseurin Sherry Hormann „seinen Meister“ gefunden. Hormann wiederum lebe „vor allem von Sandy Saffeels Montage, die zusammen mit Silke Bodenbender, die man lange nicht so attraktiv gesehen“ habe, „der Motor des Films“ sei.
In der Frankfurter Allgemeinen nahm Hannah Bethke Stellung zu dem Film. „Die Ausstrahlung der Figur“ der Lotte Jäger sei „wie die Stimmung in ihrem Garten“. „Nichts“ sei „verstellt, nichts zu viel oder zu wenig. Silke Bodenbender spiel[e] ihre Rolle bis ins Detail natürlich und glaubwürdig“. „Lotte Jäger“ sei „anders als die Kommissarinnen, die man aus dem Fernsehen sonst so“ kenne. Sie verkörpere „nichts Kaltes“, sondern wirke „eher zugewandt und ruhig, ohne sich dabei das Heft aus der Hand nehmen zu lassen“. Sie sei „der Gegenpol zu den Abgründen, die sich in dieser Geschichte offenbaren: die skrupellose Jagdgesellschaft, die maßlose Gier der alten stockbetrunkenen Männer, die sich an zwei jungen Frau vergehen, der ganze Parteifilz die Vertuschungen, Macht und Korruption, der real existierende Sozialismus von seiner übelsten Seite“. Was es bedeutet, „von Männern solchen Schlages gebrochen zu werden, spiegelt sich in der Freundin der Toten, die Anna Maria Mühe ganz herausragend“ spiele. Der Film sei berührend und aufwühlend, er besteche durch die Kraft der Bilder, die stimmige Atmosphäre und die durchweg starke Besetzung. „Der glänzende Auftritt von Marie Gruber in der Rolle als abgeklärte Mutter der Toten“, zeige, „dass selbst an der Arbeit für die Nebenrollen nicht gespart wurde“.
Auch der Filmdienst lobte den Film und zog das Fazit: „In kunstvoll komponierten Rückblenden erzähltes (Fernseh-)Krimidrama um einer interessante Ermittlerin, ihre charakterlichen Tiefen und Brüche. Kommentare aus dem Off geben dem Film eine leicht lakonische Note. – Ab 14.“
Tilmann P. Gangloff gab eine Bewertung des Films auf der Seite evangelisch.de ab. Der Kritiker schrieb, die Anfangssequenz des Films täusche, da Hormann die „Thriller-Elemente nur zum Auftakt“ des Films nutze, „fortan“ sei ‚Lotte Jäger und das tote Mädchen‘ „ein ruhig und sachlich erzähler Film, in dem die Heldin nacheinander alle Beteiligten“ aufsuche. „An der Qualität des Films änder[e] das nichts.“ Der „Reiz der Handlung“ liege „einerseits in der Verknüpfung von Gegenwart und Vergangenheit, andererseits natürlich in der Frage, was damals wirklich passiert“ sei und „welche Rolle die verschiedenen Beteiligten gespielt“ hätten. Zu den „Schauwerten des Films“ gehöre „neben den gut ausgewählten Schauspielern (unter anderem Anna Maria Mühe, Andres Schmidt-Schaller, Robert Hunger-Bühler und Marie Gruber) auch der Drehort“. Auch wenn der Film „nach dem flotten Prolog deutlich den Aggregatzustand“ wechsle und sich „zum klassischen Krimi“ wandle, bleibe er „dank Silke Bodenbender, die die Ermittlerin mit viel Frische, Neugier und Lebensfreude“ versehe, „sehenswert“. Etwas „störend“ sei Hormanns Verzicht  darauf, Anna Maria Mühe in ihrer Rolle „altern zu lassen“. Zwar habe sie nun kurze Haare, ansonsten seien „die 27 Jahre aber spurlos an ihr vorübergegangen“.
Im Hamburger Abendblatt hieß es, Lotte Jäger decke „ein perfides Netzwerk von politischen Stasi-Verstrickungen, persönlichen Abhängigkeiten und zurückgewiesener Liebe auf“. Regisseurin Hormann und die Autoren Basedow und Zoller führten den Zuschauer „tief in die DDR-Vergangenheit, in der die Menschen aus der Handlung in wechselseitige Abhängigkeiten und Seilschaften verstrickt“ gewesen seien. Neben den Originalschauplätzen und Requisiten, trage zu einer „einzigartige[n] Atmosphäre und Glaubwürdigkeit“ auch bei, dass die Ost-Figuren mit ehemaligen DDR-Schauspielern und die West-Figuren mit Schauspielern aus dem Westen besetzt worden seien. Alle Rollen, und seien sie noch so klein, seien „exquisit besetzt“ mit Schauspielern, die „wirklich überzeugend“ agieren.
Christian Buß nahm zu dem Film bei Spiegel Online Stellung und schrieb, nach und nach offenbare sich „das Netz aus Abhängigkeiten, das damals zu Zeiten der DDR-Dämmerung zwischen SED-Bonzen  und Bündnispartner aus Bruderstaaten“ bestanden habe. Die Dialoge in dem „Zeitgeschichtskrimi“ seien „hart, aber nicht zynisch“. In ‚Lotte Jäger‘ zeige Regisseurin Hormann nun „einerseits lustvoll schaudernd Treibjagd und Brüderbesäufnis auf Honeckers Anwesen – Motto: ‚Was wir nicht erschießen können, das ertränken wir‘ –  und entwickel[e] andererseits das Porträt einer Frau, die sich in den falschen Versprechen von einst verfangen“ habe. „Zu den stärksten Momenten im Film gehören die Dialoge zwischen Bodenbenders Kommissarin und Mühes Ex-Prostituierter. Zerstörung mit System, Zerstörung durchs System – hier  wird Geschichte in einem Frauenschicksal verdichtet“, führte Buß weiter aus.